# Virieu
Virieu és un municipi francès situat al departament de la Isèra i a la regió d'Alvèrnia-Roine-Alps. L'any 2007 tenia 971 habitants.

## Demografia

### Població
El 2007 la població de fet de Virieu era de 971 persones. Hi havia 336 famílies de les quals 92 eren unipersonals (32 homes vivint sols i 60 dones vivint soles), 88 parelles sense fills, 132 parelles amb fills i 24 famílies monoparentals amb fills.
La població ha evolucionat segons el següent gràfic:
Habitants censats

### Habitatges
El 2007 hi havia 424 habitatges, 357 eren l'habitatge principal de la família, 29 eren segones residències i 37 estaven desocupats. 328 eren cases i 96 eren apartaments. Dels 357 habitatges principals, 217 estaven ocupats pels seus propietaris, 123 estaven llogats i ocupats pels llogaters i 17 estaven cedits a títol gratuït; 15 tenien dues cambres, 57 en tenien tres, 124 en tenien quatre i 162 en tenien cinc o més. 247 habitatges disposaven pel capbaix d'una plaça de pàrquing. A 181 habitatges hi havia un automòbil i a 144 n'hi havia dos o més.

### Piràmide de població
La piràmide de població per edats i sexe el 2009 era:
| Homes | Edats   | Dones |
| ----- | ------- | ----- |
| 0     | 95 o +  | 0     |
| 0     | 90 a 94 | 16    |
| 4     | 85 a 89 | 40    |
| 4     | 80 a 84 | 12    |
| 12    | 75 a 79 | 24    |
| 24    | 70 a 74 | 28    |
| 20    | 65 a 69 | 36    |
| 24    | 60 a 64 | 20    |
| 16    | 55 a 59 | 8     |
| 20    | 50 a 54 | 20    |
| 12    | 45 a 49 | 8     |
| 28    | 40 a 44 | 36    |
| 48    | 35 a 39 | 44    |
| 40    | 30 a 34 | 40    |
| 20    | 25 a 29 | 24    |
| 20    | 20 a 24 | 16    |
| 12    | 15 a 19 | 12    |
| 44    | 10 a 14 | 52    |
| 52    | 5 a 9   | 28    |
| 48    | 0 a 4   | 12    |

## Economia
El 2007 la població en edat de treballar era de 582 persones, 425 eren actives i 157 eren inactives. De les 425 persones actives 380 estaven ocupades (213 homes i 167 dones) i 45 estaven aturades (13 homes i 32 dones). De les 157 persones inactives 50 estaven jubilades, 43 estaven estudiant i 64 estaven classificades com a «altres inactius».

### Ingressos
El 2009 a Virieu hi havia 367 unitats fiscals que integraven 944,5 persones, la mediana anual d'ingressos fiscals per persona era de 16.006 €.

### Activitats econòmiques
Dels 65 establiments que hi havia el 2007, 1 era d'una empresa extractiva, 2 d'empreses alimentàries, 2 d'empreses de fabricació d'altres productes industrials, 9 d'empreses de construcció, 17 d'empreses de comerç i reparació d'automòbils, 5 d'empreses de transport, 1 d'una empresa d'hostatgeria i restauració, 1 d'una empresa d'informació i comunicació, 5 d'empreses financeres, 1 d'una empresa immobiliària, 5 d'empreses de serveis, 13 d'entitats de l'administració pública i 3 d'empreses classificades com a «altres activitats de serveis».
Dels 15 establiments de servei als particulars que hi havia el 2009, 1 era una oficina d'administració d'Hisenda pública, 1 gendarmeria, 1 oficina de correu, 2 oficines bancàries, 2 tallers de reparació d'automòbils i de material agrícola, 1 paleta, 3 guixaires pintors, 2 fusteries, 1 electricista i 1 perruqueria.
Dels 11 establiments comercials que hi havia el 2009, 1 era una botiga de més de 120 m², 1 una botiga de menys de 120 m², 2 fleques, 2 carnisseries, 1 una llibreria, 1 una botiga d'equipament de la llar, 1 una botiga d'electrodomèstics, 1 un drogueria i 1 una floristeria.
L'any 2000 a Virieu hi havia 14 explotacions agrícoles que ocupaven un total de 576 hectàrees.

## Equipaments sanitaris i escolars
El 2009 hi havia 1 hospital de tractaments de mitja durada (seguiment i rehabilitació), 1 farmàcia i 1 ambulància.
El 2009 hi havia 1 escola maternal i 2 escoles elementals.

## Poblacions més properes
El següent diagrama mostra les poblacions més properes.